# Codici ICAO U
Formato dell'elenco:
- sigla ICAO (sigla IATA) – Nome ICAO – traduzione in italiano, sede (altre denominazioni)

Il prefisso U è utilizzato per gli aeroporti della Russia con le seguenti eccezioni:
- UA è utilizzato per il Kazakistan e il Kirghizistan
- UB è utilizzato per l'Azerbaigian
- UD è utilizzato per l'Armenia
- UG è utilizzato per l'Armenia, l'Azerbaigian e la Georgia
- UK è utilizzato per l'Ucraina e la Moldavia
- UM è utilizzato per la Bielorussia, la Lettonia e la Lituania
- UT è utilizzato per il Tagikistan, il Turkmenistan e l'Uzbekistan

## U (eccetto UA, UB, UD, UG, UK, UM e UT) - Russia
- UEBN ( - ) - Aeroporto di Nižne-Jansk, Nižne-Jansk
- UEEA (ADH) - Aeroporto di Aldan, Aldan
- UEEE (YKS) - Aeroporto di Jakutsk, Jakutsk
- UELL (CNN) - Aeroporto di Čul'man-Neriugri, Čul'man (Aeroporto di Čul'man)
- UEMA ( - ) - Aeroporto di Moma, Chonuu, Sacha-Jakuzia
- UEMH ( - ) - Aeroporto di Tëplyj Ključ, Tëplyj Ključ
- UEMM (GDG) - Aeroporto di Magan, Magdagači
- UEMO ( - ) - Aeroporto di Olekminsk, Olëkminsk
- UENO ( - ) - Aeroporto di Nurba, Nurba
- UERL ( - ) - Aeroporto di Lensk, Lensk
- UERP (PYJ) - Aeroporto di Poljarnyj, Udačnyj (Aeroporto di Udačnyj-Poljarnyj)
- UERR (MJZ) - Aeroporto di Mirnyj, Mirnyj
- UERS ( - ) - Aeroporto di Saskylach, Saskylach
- UERT ( - ) - Aeroporto di Vitim, Vitim
- UESO (CKH) - Aeroporto di Čokurdach, Čokurdach
- UESS (CYX) - Aeroporto di Čerskij, Čerskij
- UEST (IKS) - Aeroporto di Tiksi, Tiksi
- UHBA ( - ) - Aeroporto di Archara, Archara
- UHBB (BQS) - Aeroporto di Blagoveščensk, Blagoveščensk
- UHBP ( - ) - Aeroporto di Ekimčan, Ėkimčan
- UHBW (TYD) - Aeroporto di Tynda, Tynda (Aeroporto Sigikta)
- UHHD ( - ) - Aeroporto di Dalnerečensk, Dalnerečensk
- UHHH (KHV) - Aeroporto di Chabarovsk-Novyj, Chabarovsk (Aeroporto Novyj)
- UHHT ( - ) - Aeroporto di Chabarovsk, Chabarovsk
- UHMA (DYR) - Aeroporto di Anadyr', Anadyr' (Aeroporto Ugolnyi)
- UHMD (PVS) - Aeroporto di Providenija, Providenija
- UHMG ( - ) - Aeroporto di Čaibucha, Čaibucha
- UHMI ( - ) - Aeroporto di Mys Šmidta, Mys Šmidta
- UHMK ( - ) - Aeroporto di Kerperveem, Kerperveem
- UHML ( - ) - Aeroporto di Lavrentija, Lavrentija
- UHMM (GDX) - Aeroporto di Magadan-Sokol, Magadan (Aeroporto Sokol)
- UHMN ( - ) - Aeroporto di Omolon, Omolon
- UHMO ( - ) - Aeroporto di Markovo, Markovo
- UHMP (PWE) - Aeroporto di Pevek, Pevek (Aeroporto Apapel'ghino)
- UHMR ( - ) -  Aeroporto di Beringovskij, Beringovskij
- UHMS ( - ) - Aeroporto di Sejmčan, Sejmčan
- UHNN ( - ) - Aeroporto di Nikolaevsk-na-Amure, Nikolaevsk-na-Amure
- UHOO (OHO) - Aeroporto di Ochotsk, Ochotsk
- UHPB ( - ) - Aeroporto di Ust'-Bol'šereck, Ust'-Bol'šereck
- UHPD ( - ) - Aeroporto di Ossora, Ossora
- UHPK ( - ) - Ust-Kamchatsk Airport - Aeroporto di Ust'-Kamčatsk, Ust'-Kamčatsk
- UHPM ( - ) - Aeroporto di Milkovo, Milkovo
- UHPP (PKC) - Aeroporto di Petropavlovsk, Petropavlovsk-Kamčatskij (Aeroporto Elizovo)
- UHPT ( - ) - Aeroporto di Tiličiki, Tiličiki
- UHPU ( - ) - Aeroporto di Ust'-Chajrjuzovo, Ust'-Chajrjuzovo
- UHSH ( - ) - Aeroporto di Ocha, Ocha
- UHSS (UUS) - Aeroporto di Južno-Sachalinsk, Južno-Sachalinsk (Aeroporto Chomutovo)
- UHWW (VVO) - Aeroporto di Vladivostok, Vladivostok (Aeroporto Kneviči)
- UIAA (HTA) - Aeroporto di Čita-Kadala, Čita (Aeroporto Internazionale Kadala)
- UIAM ( - ) - Aeroporto di Mogoča, Mogoča
- UIBB (BTK) - Aeroporto di Bratsk, Bratsk
- UIII (IKT) - Aeroporto di Irkutsk, Irkutsk (Aeroporto Internazionale di Irkutsk)
- UIIO ( - ) - Aeroporto di Ust'-Ordynskij, Ust'-Ordynskij
- UIKB ( - ) - Aeroporto di Bodajbo, Bodajbo
- UINN ( - ) - Aeroporto di Nižneudinsk, Nižneudinsk
- UIUH ( - ) - Aeroporto di Chorinsk, Chorinsk
- UIUU (UUD) - Aeroporto di Ulan-Udė, Ulan-Udė (Aeroporto Muchino, Aeroporto di Ulan-Udė-Muchino, Aeroporto Bajkal)
- ULAA (ARH) - Aeroporto di Arcangelo-Talagi, Arcangelo
- ULAE ( - ) - Aeroporto di Mezen', Mezen'
- ULAL ( - ) - Aeroporto di Lešukonskoe, Lešukonskoe
- ULAM (NNM) - Aeroporto di Nar'jan-Mar, Nar'jan-Mar
- ULKK (KSZ) - Aeroporto di Kotlas, Kotlas
- ULLI (LED) - Aeroporto di San Pietroburgo-Pulkovo, San Pietroburgo (Aeroporto Internazionale Pulkovo)
- ULMM (MMK) - Aeroporto di Murmansk, Murmansk
- ULOL (VLU) - Aeroporto di Velikie Luki, Velikie Luki
- ULOO (PKV) - Aeroporto di Pskov, Pskov
- ULPP (PES) - Aeroporto di Petrozavodsk, Petrozavodsk
- ULTT (TLL) - Aeroporto di Tallinn-Yulemist, Tallinn (Aeroporto Yulemiste International Airport)
- ULWB ( - ) - Aeroporto di Belozersk, Belozersk
- ULWC (CEE) - Aeroporto di Čerepovec, Čerepovec
- ULWT ( - ) - Aeroporto di Tot'ma, Tot'ma
- ULWW (VGD) - Aeroporto di Vologda, Vologda
- UNAA (ABA) - Aeroporto di Abakan, Abakan (Aeroporto Internazionale Abakan)
- UNBB (BAX) - Aeroporto di Barnaul, Barnaul (Aeroporto Internazionale Barnaul)
- UNBG ( - ) - Aeroporto di Gorno-Altajsk, Gorno-Altajsk
- UNBI ( - ) - Aeroporto di Bijsk, Bijsk
- UNBR ( - ) - Aeroporto di Rubcovsk, Rubcovsk
- UNCC ( - ) - Aeroporto di Novosibirsk-Severnyj, Novosibirsk (Aeroporto di Novosibirsk Nord Aeroporto Severnyj)
- UNEE (KEJ) - Aeroporto di Kemerovo, Kemerovo (Aeroporto Internazionale Kemerovo)
- UNIB ( - ) - Aeroporto di Bajkit, Bajkit
- UNII (EIE) - Aeroporto di Enisejsk, Enisejsk
- UNIP ( - ) - Aeroporto di Tunguska Pietrosa, Tunguska Pietrosa
- UNIS ( - ) - Aeroporto di Sovetskij Rudnik, Sovetskij Rudnik
- UNIT ( - ) - Aeroporto di Tura, Tura
- UNIW ( - ) - Aeroporto di Vanavara, Vanavara
- UNKE ( - ) - Aeroporto di Kežma, Kežma
- UNKL (KJA) - Aeroporto di Krasnojarsk-Emel'janovo, Krasnojarsk (Aeroporto Internazionale Emel'janovo)
- UNKS (ACS) - Aeroporto di Ačinsk, Ačinsk
- UNKY (KYZ) - Aeroporto di Kyzyl, Kyzyl (Aeroporto Internazionale Kyzyl)
- UNLL ( - ) - Aeroporto di Kolpaševo, Kolpaševo (Aeroporto di Kolpaševo-Severnyj)
- UNLW ( - ) - Aeroporto di Novyj Vasjugan, Novyj Vasjugan
- UNNT (OVB) - Aeroporto di Novosibirsk-Tolmačëvo, Novosibirsk (Aeroporto Internazionale Tolmačëvo)
- UNOO (OMS) - Aeroporto di Omsk, Omsk (Aeroporto Internazionale Centralnyj)
- UNSS (SWT) - Aeroporto di Streževoj, Streževoj
- UNTT (TOF) - Aeroporto di Tomsk-Bogašëvo, Tomsk (Aeroporto di Tomsk)
- UNWW (NOZ) - Aeroporto di Novokuzneck, Novokuzneck (Aeroporto Spičenkovo)
- UOAA (AMV) - Aeroporto di Amderma, Amderma
- UODD (DKS) - Aeroporto di Dikson, Dikson (Aeroporto di Isola Dikson)
- UOHH ( - ) - Aeroporto di Chatanga, Chatanga
- UOTT ( - ) - Aeroporto di Turuchansk, Turuchansk
- URKA (AAQ) - Aeroporto di Anapa-Vitjazevo, Anapa
- URKK (KRR) - Aeroporto di Krasnodar, Krasnodar (Aeroporto Internazionale Paškovskij)
- URMG (GRV) - Base aerea di Chankala, Groznyj (Aeroporto di Groznyj)
- URMK ( - ) - Aeroporto di Kislovodsk, Kislovodsk
- URML (MCX) - Aeroporto di Machačkala, Machačkala (Aeroporto Internazionale Ujtash)
- URMM (MRV) - Aeroporto di Mineral'nye Vody, Mineral'nye Vody (Aeroporto Internazionale di Mineral'nye Vody)
- URMO (OGZ) - Aeroporto di Vladikavkaz-Beslan, Vladikavkaz (Aeroporto di Vladikavkaz Aeroporto Internazionale Beslan)
- URMT (STW) - Aeroporto di Stavropol'-Špakovskoe, Stavropol'
- URRM ( - ) - Aeroporto di Morozovsk, Morozovsk
- URRR (ROV) - Aeroporto di Rostov-sul-Don, Rostov sul Don (Aeroporto Internazionale Rostov-sul-Don)
- URSS (AER) - Aeroporto di Soči-Adler, Soči (Aeroporto di Soči Aeroporto Internazionale Adler)
- URWA (ASF) - Aeroporto di Astrachan', Astrachan' (Aeroporto Narimanovo)
- URWI (ESL) - Aeroporto di Ėlista, Ėlista
- URWW (VOG) - Aeroporto di Volgograd, Volgograd (Aeroporto Internazionale di Volgograd-Gumrak)
- USCC (CEK) - Aeroporto di Čeljabinsk, Čeljabinsk (Aeroporto Balandino)
- USCM (MQF) - Aeroporto di Magnitogorsk, Magnitogorsk (Aeroporto Internazionale di Magnitogorsk)
- USDD (SLY) - Aeroporto di Salechard, Salechard
- USDH ( - ) - Aeroporto di Charasavej, Charasavej
- USDS ( - ) - Aeroporto di Tarko-Sale, Tarko-Sale
- USHB ( - ) - Aeroporto di Berëzovo, Berëzovo
- USHH ( - ) - Aeroporto di Chanty-Mansijsk, Chanty-Mansijsk
- USHS ( - ) - Aeroporto di Sovetskij, Sovetskij (Aeroporto di Sovetskij-Tjumenskaja)
- USKD ( - ) - Aeroporto di Mys Kamennyj, Mys Kamennyj
- USKK (KVX) - Aeroporto di Kirov, Kirov (Aeroporto Pobedilovo)
- USMM (NYM) - Aeroporto di Nadym, Nadym
- USNL ( - ) - Aeroporto di Larjak, Larjak
- USNN (NJC) - Aeroporto di Nižnevartovsk, Nižnevartovsk
- USPP (PEE) - Aeroporto di Perm', Perm' (Aeroporto Bol'šoe Savino)
- USRK (KGP) - Aeroporto di Kogalym, Kogalym (Aeroporto Internazionale di Kogalym)
- USRR (SGC) - Aeroporto di Surgut, Surgut
- USSE (SVU) - Aeroporto di Severoural'sk, Severoural'sk (Aeroporto Čeremuchovo)
- USSS (SVX) - Aeroporto di Ekaterinburg-Kol'covo, Ekaterinburg (Aeroporto di Ekaterinburg)
- USTO (ТОХ) - Aeroporto di Tobol'sk, Tobol'sk
- USTR (ТJM) - Aeroporto di Tjumen'-Roščino, Tjumen' (Aeroporto Internazionale Roščino)
- USUU (KRO) - Aeroporto di Kurgan, Kurgan
- UUBB (BKA) - Aeroporto di Mosca-Bykovo, Mosca (Aeroporto di Bykovo)
- UUBK (RYB) - Aeroporto di Rybinsk, Rybinsk (Aeroporto di Rybinsk-Starosel'e)
- UUBP (BZK) - Aeroporto di Brjansk, Brjansk (Aeroporto Internazionale Brjansk)
- UUDD (DDE) - Aeroporto di Mosca-Domodedovo, Mosca (Aeroporto Internazionale di Domodedovo)
- UUEE (SVO) - Aeroporto di Mosca-Šeremet'evo, Mosca (Aeroporto Internazionale Šeremet'evo)
- UUEM ( - ) - Aeroporto di Tver'-Migalovo, Tver'
- UUMO ( - ) - Aeroporto di Mosca-Ostaf'evo, Mosca (Aeroporto Internazionale di Ostaf'evo Aeroporto Internazionale di Mosca-Ostaf'evo)
- UUOL (LPK) - Aeroporto di Lipeck, Lipeck
- UUOO (VOZ) - Aeroporto di Voronež-Čertovickoe, Voronež (Aeroporto Internazionale Voronež)
- UUWE ( - ) - Aeroporto di Ermolino, Balabanovo
- UUWW (VKO) - Aeroporto di Mosca-Vnukovo, Mosca (Russia) (Aeroporto Internazionale Vnukovo)
- UUYH ( - ) - Aeroporto di Uchta, Uchta
- UUYI (INA) - Aeroporto di Inta, Inta
- UUYK ( - ) - Aeroporto di Vuktyl, Vuktyl
- UUYP (PEX) - Aeroporto di Pečora, Pečora
- UUYS (USK) - Aeroporto di Usinsk, Usinsk
- UUYT ( - ) - Aeroporto di Ust'- Kulom, Ust'- Kulom
- UUYW (VKT) - Aeroporto di Vorkuta, Vorkuta
- UUYY (SCW) - Aeroporto di Syktyvkar, Syktyvkar
- UW1X ( - ) - Aeroporto di Totskoe, Totskoe
- UWGG ( - ) - Aeroporto di Nižnij Novgorod-Strigino V. P. Čkalov, Strigino
- UWKD (KZN) - Aeroporto di Kazan', Kazan' (Aeroporto Internazionale Kazan')
- UWKJ (JOK) - Aeroporto di Joškar-Ola, Joškar-Ola
- UWOO (REN) - Aeroporto di Orenburg, Orenburg (Aeroporto Centrale)
- UWPP (PEZ) - Aeroporto di Penza, Penza
- UWPS (SKX) - Aeroporto di Saransk, Saransk
- UWUU (UFA) - Aeroporto di Ufa, Ufa (Aeroporto Internazionale Ufa)
- UWWW (KUF) - Aeroporto di Samara-Kurumoč, Samara (Aeroporto Internazionale Kurumoč)

## UA - Kazakistan, Kirghizistan
- UAAA (Codice IATA = ALA) Aeroporto Internazionale di Almaty, Almaty, Kazakistan
- UAAH (Codice IATA = BXH) Aeroporto civile, Balkhash, Kazakistan
- UAAN Aeroporto civile, Uzunagach, Kazakistan
- UACC (Codice IATA = TSE) Aeroporto Internazionale di Astana, Kazakistan
- UADD (Codice IATA = DMB) Aeroporto di Dzhambul, Taraz, Kazakistan
- UAFA Aeroporto civile, Tamga, Kirghizistan
- UAFB Aeroporto civile, Batken, Kirghizistan
- UAFE Aeroporto civile, Kerben, Kirghizistan
- UAFF Aeroporto civile, Tokmok, Kirghizistan
- UAFG Aeroporto civile, Cholpon-Ata, Kirghizistan
- UAFI Aeroporto civile, Isfana, Kirghizistan
- UAFJ Aeroporto civile, Žalalabad, Kirghizistan
- UAFL Aeroporto civile, Tamčy, Kirghizistan
- UAFM (Codice IATA = FRU) Aeroporto Internazionale di Manas, Biškek, Kirghizistan
- UAFN Aeroporto civile, Naryn, Kirghizistan
- UAFO (Codice IATA = OSS) Aeroporto di Oš, Oš, Kirghizistan
- UAFP Aeroporto civile, Karakol, Kirghizistan
- UAFR Aeroporto civile, Balykčy, Kirghizistan
- UAFS Aeroporto civile, Kyzyl-Kyja, Kirghizistan
- UAFT Aeroporto civile, Talas, Kirghizistan
- UAFU Aeroporto civile, Bishkek, Kirghizistan
- UAFW Aeroporto, Kant, Kirghizistan
- UAFZ Aeroporto civile, Kazarman, Kirghizistan
- UAII (Codice IATA = CIT) Aeroporto di Şımkent, Kazakistan
- UAKD (Codice IATA = DZN) Aeroporto civile, Zhezkazgan / Dzhezkazgan, Kazakistan
- UAOO (Codice IATA = KZO) Aeroporto civile, Kzyl Orda, Kazakistan
- UARR (Codice IATA = URA) Aeroporto civile, Uralsk / Oral, Kazakistan
- UASP (Codice IATA = PWQ) Aeroporto civile, Pavlodar, Kazakistan
- UASS (Codice IATA = PLX) Aeroporto di Semipalatinsk, Semej, Kazakistan
- UATA Aeroporto civile, Aralskoe More / Aralsk, Kazakistan
- UATG Aeroporto civilee, Aeroporto di Guryev, Kazakistan
- UATE Aeroporto civile, Aqtan (shevchenko), Kazakistan
- UATR Aeroporto civile, Chelkar, Kazakistan
- UATT (Codice IATA = AKX) Aeroporto civile, Aeroporto di Aktyubinsk, Kazakistan
- UAUR (Codice IATA = AYK) Aeroporto civile, Arkalyk, Kazakistan
- UAUU (Codice IATA = KSN) Aeroporto civile, Aeroporto di Qostanay, Kazakistan

## UB - Azerbaigian
- UB10 Aeroporto civile, Lenkoran (sito informativo)
- UB12 Aeroporto civile, Nasosnaya (sito informativo)
- UB13 Aeroporto civile, Stepanakert (sito informativo)
- UB14 Aeroporto civile, Kyurdamir (sito informativo)
- UB15 Aeroporto civile, Nakhichevan (sito informativo)
- UB16 Aeroporto civile, Belokany (sito informativo)
- UB17 Aeroporto civile, Akstafa (sito informativo)
- UBBB (Codice IATA = BAK) Aeroporto HEYDAR ALIYEV / BINA INTERNATIONAL, Baku / Baki (sito informativo)
- UBBG (Codice IATA = KVD) Aeroporto civile, Gyandzha (sito informativo)

## UD - Armenia
- UD19 Aeroporto civile, Kalinino, Armenia (sito informativo)
- UD20 Aeroporto civile, Erevan, Armenia (sito informativo)
- UD21 Aeroporto YEGVARD, Erevan, Armenia (sito informativo)
- UDEL Aeroporto civile, Širak, Armenia (sito informativo)
- UDLS Aeroporto civile, Stepanavan, Armenia (sito informativo)
- UDYZ Aeroporto civile, Zvartnots, Armenia (sito informativo)

## UG - Armenia, Azerbaigian, Georgia
- UG11 Aeroporto civile, Dollyar, Azerbaigian (sito informativo)
- UGEE (Codice IATA = EVN) Aeroporto ZVARTNOTS - Zapadny, Erevan, Armenia
- UGGG Aeroporto civile, Tchibanga, Georgia
- UGGN Aeroporto civile, Tsomavoni, Russia
- UGMM Aeroporto civile, Mukhrani, Russia
- UGMM Aeroporto civile, Muhrani, Georgia
- UGSS (Codice IATA = SUI) Aeroporto DRANDA, Sukhumi / Sokhumi, Georgia
- UGTB (ex UGGG) (Codice IATA = TBS) Aeroporto di Tbilisi-Novoalexeyvka, Tbilisi, Georgia

## UK - Ucraina, Moldavia
UKKM
- UKBB (Codice IATA = KBP) Aeroporto di Kiev-Boryspil', Kiev, Ucraina
- UKCC (Codice IATA = DOK) Aeroporto di Donec'k, Donec'k, Ucraina
- UKCW Aeroporto di Luhans'k, Luhans'k, Ucraina
- UKDD (Codice IATA = DNK) Aeroporto internazionale di Dnipro, Dnipro, Ucraina
- UKFF (Codice IATA = SIP) Aeroporto Internazionale di Sinferopoli, Sinferopoli, Ucraina
- UKHE Aeroporto civile, Petrovskoye, Ucraina
- UKHH (Codice IATA = HRK) Aeroporto di Charkiv, Charkiv, Ucraina
- UKII (Codice IATA = KIV) Aeroporto civile, Chișinău, Moldavia
- UKKG (Codice IATA = KGO) Aeroporto civile, Kropyvnyc'kyj, Ucraina
- UKKK (Codice IATA = IEV) Aeroporto di Kiev-Žuljany, Kiev, Ucraina
- UKKM (Codice IATA = GML) Aeroporto di Hostomel, Kiev, Ucraina
- UKKS Aeroporto civile, Semeynovka, Ucraina
- UKLL (Codice IATA = LWO) Aeroporto di Leopoli, Leopoli, Ucraina
- UKLN (Codice IATA = CWC) Aeroporto civile, Černivci, Ucraina
- UKLU (Codice IATA = UDJ) Aeroporto di Užhorod, Užhorod, Ucraina
- UKOO (Codice IATA = ODS) Aeroporto Tsentrainy CENTRAL, Odessa, Ucraina
- UKWW (Codice IATA = VIN) Aeroporto civile, Vinnycja, Ucraina

## UM - Bielorussia, Lettonia, Lituania
- UMBB (Codice IATA = BQT) Aeroporto civile, Brest, Bielorussia
- UMGG (Codice IATA = GME) Aeroporto civile, Homel', Bielorussia
- UMII (Codice IATA = VTB) Aeroporto civile, Vicebsk, Bielorussia
- UMKK (Codice IATA = KGD) Aeroporto Chrabrovo, Kaliningrad, Russia
- UMMG (Codice IATA = GNA) Aeroporto Internazionale di Hrodna, Hrodna, Bielorussia
- UMMM Aeroporto civile, Minsk-Loshitsa o Aeroporto di Minsk-1, Bielorussia
- UMMS (Codice IATA = MSQ) Aeroporto Nazionale di Minsk o Aeroporto di Minsk-2, Minsk, Bielorussia
- UMRG Aeroporto civile, Ērgļi, Russia
- UMRR (Codice IATA = RIX) Aeroporto Internazionale di Riga, Lettonia
- UMRW Aeroporto civile, Ventspils, Lettonia
- UMWW Aeroporto civile, Vilnius, Lituania

## UT - Tagikistan, Turkmenistan, Uzbekistan
- UTAA (Codice IATA = ASB) Aeroporto di Aşgabat, Turkmenistan
- UTAK (Codice IATA = KRW) Aeroporto di Türkmenbaşy, Türkmenbaşy, Turkmenistan
- UTAM(Codice IATA = MYP) Aeroporto di Mary, Turkmenistan
- UTAT (Codice IATA = TAZ) Aeroporto di Daşoguz, Daşoguz, Tagikistan
- UTAV (Codice IATA = CRZ) Aeroporto di Türkmenabat, Türkmenabat, Turkmenistan
- UTDD (Codice IATA = DYU) Aeroporto di Dušanbe, Dušanbe, Tagikistan
- UTDL (Codice IATA = LDB) Aeroporto di Chujand, Chujand, Tagikistan
- UTED Aeroporto civile, Dzizak, Uzbekistan
- UTKF (Codice IATA = FEG) Aeroporto di Fergana, Fergana, Uzbekistan
- UTKK Aeroporto civile, Kokand, Uzbekistan
- UTNN (Codice IATA = NCU) Aeroporto civile, Nukus, Uzbekistan
- UTSB (Codice IATA = BHK) Aeroporto civile, Bukhara, Uzbekistan
- UTSM Aeroporto civile, Tamdy, Uzbekistan
- UTSS (Codice IATA = SKD) Aeroporto civile, Samarkand, Uzbekistan
- UTST (Codice IATA = TMJ) Aeroporto civile, Termez, Uzbekistan
- UTTT (Codice IATA = TAS) Aeroporto internazionale di Tashkent, Tashkent, Uzbekistan